# Kalle Keskitalo
Kalle Keskitalo (* 22. März 1995) ist ein finnischer Unihockeyspieler. Er steht beim Nationalliga-A-Vertreter Chur Unihockey unter Vertrag.

## Karriere

### Verein
Keskitalo begann seine Karriere bei Merikoski SBT und wechselte später zu OLS.
Bei Nokian wurde er anschliessend zum ersten Mal in der höchsten schwedischen Spielklasse eingesetzt. Bereits in seiner ersten Saison gelangen ihm 13 Scorerpunkte. 
Seine Leistungen in der höchsten finnischen Liga blieben von ausländischen Vereinen nicht unbemerkt. Am 13. April 2017 gab Chur Unihockey den Transfer des variabel einsetzbaren Defensivspielers bekannt. Nach einer Saison verliess Keskitalo Chur Unihockey wieder in Richtung Finnland. 
Auf die Saison 2018/19 schloss er sich den Esport Oilers aus Espoo an. 
Nach zwei Saisons bei den Oilers kehrte Keskitalo in die Schweiz zurück. Dabei schloss er sich dem Nationalliga-B-Vertreter UHC Sarganserland an. Nachdem die Meisterschaft in der Nationalliga B zunächst unterbrochen und anschliessend abgebrochen wurde, kehrte er vorübergehend bei Oulun Luistinserura an.
Im Sommer 2021 unterschrieb der Stürmer überraschend für Sportiva Unihockey Mendrisiotto aus der vierthöchsten Schweizer Spielklasse.
Im November verkündete der Nationalliga-B-Verein Floorball Fribourg den Transfer des ehemaligen U19-Nationalspieler. Floorball Fribourg ist bereits sein dritter Verein in der Schweiz.

### Nationalmannschaft
Keskitalo debütierte im November 2013 für die finnische U19-Unihockeynationalmannschaft bei der Euro Floorball Tour in Schaffhausen. In der dritten Partie erzielte er seinen ersten und bisher einzigen Treffer in der U19-Nationalmannschaft. Für die A-Nationalmannschaft wurde er bisher nicht aufgeboten.